# 林聖榮
林聖榮（2001年6月4日—） ，為台灣棒球選手，曾效力於中華職棒富邦悍將，守備位置為投手。於2019年季中選秀會中被富邦悍將以第三輪第十五指名選進。

## 經歷
- 臺北市東園國小少棒隊
- 臺北市大理中學青少棒隊
- 臺北市立大理高級中學青棒隊
- 中華職棒富邦悍將（2019年8月28日－2021年12月21日）

## 職棒生涯成績
| 年度 | 球隊     | 出賽 | 先發 | 勝投 | 敗投 | 中繼 | 救援 | 完投 | 完封 | 四死 | 三振 | 責失 | 投球局數 | 自責分率 | 被上壘率 |
| ---- | -------- | ---- | ---- | ---- | ---- | ---- | ---- | ---- | ---- | ---- | ---- | ---- | -------- | -------- | -------- |
| 2021 | 富邦悍將 | －   | －   | －   | －   | －   | －   | －   | －   | －   | －   | －   | －       | －       | －       |
| 合計 | 1年      | －   | －   | －   | －   | －   | －   | －   | －   | －   | －   | －   | －       | －       | －       |

## 外部連結
- 林聖榮在台灣棒球維基館上的頁面（繁體中文）